# オイワケヒカリ
オイワケヒカリ（欧字名:Oiwake Hikari、1998年2月26日 - 2012年8月15日）は、日本の競走馬、繁殖牝馬。主な勝ち鞍は2001年のフローラステークス。

## 経歴

### 競走馬時代
2001年1月8日、中山競馬場4レースの3歳新馬戦でデビューし3着。2週間後、再び中山開催の3歳新馬戦に出走し初勝利を挙げた。デビューから2戦はダートで走ったが、3戦目から芝に転向した。
3月、格上挑戦でGIIIのフラワーカップに出走。中団でレースを進め上り最速の脚で馬群を抜け出すも、タイムフェアレディとの追い比べに競り負け半馬身差の2着に惜敗した。次走は4月のオークストライアル・フローラステークスに出走。4番手でレースを進め直線で前に出ると、迫るレディパステルの追撃を半馬身差に抑えて重賞初優勝を飾った。調教師の柴崎勇と騎手の小林淳一、さらに父ダンスインザダークの産駒としても、これが重賞初勝利である。翌5月のオークス本番は直線で伸びきれなかったものの、掲示板内の5着は確保した。
オークスの後は脚部不安のために長期休養に入ったが、レースに復帰することなく約1年半後の2002年11月20日付で競走馬登録を抹消・引退した。

### 繁殖牝馬時代
競走馬引退後、静内町の岡田スタッドで繁殖入りした。
2010年8月27日、3番仔のシーラブズテーラー（父：キングカメハメハ）が地方競馬にて産駒初勝利を挙げた。
2012年1月5日、5番仔のディーエスライダー（父：ロージズインメイ）が3歳未勝利戦を勝ち、産駒JRA初勝利を挙げた。
2012年8月15日に死亡。岡田スタッド内に墓碑がある。

## 競走成績
以下の内容は、JBISサーチおよびnetkeiba.comに基づく。
| 競走日     | 競馬場 | 競走名    | 格      | 距離（馬場）  | 頭 数 | 枠 番 | 馬 番 | オッズ （人気） | 着順 | タイム （上り3F） | 着差 | 騎手      | 斤量 [kg] | 1着馬（2着馬）     | 馬体重 [kg] |
| ---------- | ------ | --------- | ------- | ------------- | ----- | ----- | ----- | --------------- | ---- | ----------------- | ---- | --------- | --------- | ------------------ | ----------- |
| 2001.01.08 | 中山   | 3歳新馬   |         | ダ1800m（不） | 12    | 6     | 7     | 003.10（2人）   | 03着 | 01:57.1（39.9）   | -0.3 | 0小林淳一 | 53        | ナンヨーノワタクシ | 468         |
| 0000.01.21 | 中山   | 3歳新馬   |         | ダ1800m（重） | 11    | 4     | 4     | 004.10（2人）   | 01着 | R1:55.0（38.8）   | -0.1 | 0小林淳一 | 53        | （ラフィカ）       | 464         |
| 0000.02.24 | 中山   | 水仙賞    | 500万下 | 芝2200m（良） | 14    | 5     | 7     | 044.20（8人）   | 04着 | R2:18.7（37.3）   | -0.4 | 0小林淳一 | 53        | トレジャー         | 468         |
| 0000.03.17 | 中山   | フラワーC | GIII    | 芝1800m（良） | 16    | 6     | 12    | 006.00（3人）   | 02着 | 01:50.4（36.5）   | -0.1 | 0小林淳一 | 53        | タイムフェアレディ | 466         |
| 0000.04.22 | 東京   | フローラS | GII     | 芝2000m（良） | 16    | 1     | 2     | 008.50（5人）   | 01着 | R2:01.5（35.7）   | -0.1 | 0小林淳一 | 54        | （レディパステル） | 468         |
| 0000.05.20 | 東京   | 優駿牝馬  | GI      | 芝2400m（良） | 18    | 6     | 11    | 020.00（6人）   | 05着 | R2:26.7（35.0）   | -0.4 | 0小林淳一 | 55        | レディパステル     | 478         |

## 繁殖成績
|       | 生年   | 馬名                 | 性    | 毛色   | 父                     | 馬主                           | 管理調教師                                                                                                   | 戦績             | 出典   |
| ----- | ------ | -------------------- | ----- | ------ | ---------------------- | ------------------------------ | --- | ---------------- | ------ |
| 初仔  | 2005年 | トーセンミライト     | 牡    | 鹿毛   | コロナドズクエスト     | 島川隆哉                       | 美浦・小檜山悟                                                                                               | 3戦0勝（抹消）   | [ 6 ]  |
| 2番仔 | 2006年 | プルミエエクレール   | 牝    | 鹿毛   | マヤノトップガン       | 岡田牧雄 →山田達雄             | 美浦・柴崎勇 →名古屋・錦見勇夫                                                                               | 10戦0勝（抹消）  | [ 7 ]  |
| 3番仔 | 2007年 | シーラブズテーラー   | 牝    | 鹿毛   | キングカメハメハ       | 中西浩一 →錦見日出雄 →伊藤一幸 | 美浦・清水美波 →名古屋・錦見勇夫                                                                             | 34戦3勝（抹消）  | [ 8 ]  |
| 4番仔 | 2008年 | ディアハレルヤ       | 牡    | 鹿毛   | ロックオブジブラルタル | ディアレスト                   | 美浦・池上昌弘                                                                                               | 3戦0勝（抹消）   | [ 9 ]  |
| 5番仔 | 2009年 | ディーエスライダー   | 牡    | 黒鹿毛 | ロージズインメイ       | 秋谷壽之 →竹下浩一             | 美浦・成島英春 →川崎・佐々木仁 →高知・別府真司                                                               | 33戦1勝（抹消）  | [ 10 ] |
| 6番仔 | 2010年 | ダルド               | 牡→騸 | 鹿毛   | アドマイヤムーン       | 岡田壮史 →酒井孝敏             | 美浦・清水美波 →金沢・蝦名弘 →笠松・笹野博司 →盛岡・平澤芳三 →笠松・小森勝政 →佐賀・中川竜馬 →高知・田中譲二 | 126戦3勝（抹消） | [ 11 ] |
| 7番仔 | 2011年 | オイワケヒカリの2011 | 牡    | 鹿毛   | コンデュイット         |                                | | （不出走）       | [ 12 ] |
| 8番仔 | 2012年 | タンタラスヒルズ     | 牝    | 鹿毛   | タニノギムレット       | 岡田将一 →八百板生             | 北海道・田部和則 →水沢・板垣吉則                                                                             | 24戦2勝（抹消）  | [ 13 ] |

## 血統表
| オイワケヒカリの血統            | オイワケヒカリの血統                  | オイワケヒカリの血統        | （血統表の出典）            | （血統表の出典）          |
| 父系                            | サンデーサイレンス系                  | サンデーサイレンス系        | サンデーサイレンス系        | [ § 2 ]                   |
| 父 ダンスインザダーク 鹿毛 1993 | 父の父*サンデーサイレンス 青鹿毛 1986 | Halo                        | Hail to Reason              | Hail to Reason            |
| 父 ダンスインザダーク 鹿毛 1993 | 父の父*サンデーサイレンス 青鹿毛 1986 | Halo                        | Cosmah                      |                           |
| 父 ダンスインザダーク 鹿毛 1993 | 父の父*サンデーサイレンス 青鹿毛 1986 | Wishing Well                | Understanding               | Understanding             |
| 父 ダンスインザダーク 鹿毛 1993 | 父の父*サンデーサイレンス 青鹿毛 1986 | Wishing Well                | Mountain Flower             |                           |
| 父 ダンスインザダーク 鹿毛 1993 | 父の母*ダンシングキイ 鹿毛 1983       | Nijinsky                    | Northern Dancer             | Northern Dancer           |
| 父 ダンスインザダーク 鹿毛 1993 | 父の母*ダンシングキイ 鹿毛 1983       | Nijinsky                    | Flaming Page                |                           |
| 父 ダンスインザダーク 鹿毛 1993 | 父の母*ダンシングキイ 鹿毛 1983       | Key Partner                 | Key to the Mint             | Key to the Mint           |
| 父 ダンスインザダーク 鹿毛 1993 | 父の母*ダンシングキイ 鹿毛 1983       | Key Partner                 | Native Partner              |                           |
| 母 ハシノペンダント 鹿毛 1984   | 母の父*モガミ 青鹿毛 1976             | Lyphard                     | Northern Dancer             | Northern Dancer           |
| 母 ハシノペンダント 鹿毛 1984   | 母の父*モガミ 青鹿毛 1976             | Lyphard                     | Goofed                      |                           |
| 母 ハシノペンダント 鹿毛 1984   | 母の父*モガミ 青鹿毛 1976             | *ノーラツク                 | Lucky Debonair              | Lucky Debonair            |
| 母 ハシノペンダント 鹿毛 1984   | 母の父*モガミ 青鹿毛 1976             | *ノーラツク                 | No Teasing                  |                           |
| 母 ハシノペンダント 鹿毛 1984   | 母の母シユウザンレデイ 栗毛 1980      | アローエクスプレス          | *スパニツシユイクスプレス   | *スパニツシユイクスプレス |
| 母 ハシノペンダント 鹿毛 1984   | 母の母シユウザンレデイ 栗毛 1980      | アローエクスプレス          | *ソーダストリーム           |                           |
| 母 ハシノペンダント 鹿毛 1984   | 母の母シユウザンレデイ 栗毛 1980      | シユウザンプロント          | *プロント                   | *プロント                 |
| 母 ハシノペンダント 鹿毛 1984   | 母の母シユウザンレデイ 栗毛 1980      | シユウザンプロント          | シユウザンドータ            |                           |
| 母系(F-No.)                     | ミスハンター(NZ)系(FN:13-a)           | ミスハンター(NZ)系(FN:13-a) | ミスハンター(NZ)系(FN:13-a) | [ § 3 ]                   |
| 5代内の近親交配                 | Northern Dancer 4×4                   | Northern Dancer 4×4         | Northern Dancer 4×4         | [ § 4 ]                   |
| 出典                            | 1. 2. 3. 4.                           | 1. 2. 3. 4.                 | 1. 2. 3. 4.                 | 1. 2. 3. 4.               |

- 半兄ハシノタイユウ（父：ブライアンズタイム）は1995年弥生賞3着、地方重賞のしもつけさつき賞、足利記念優勝の実績がある。